# 瞪羚号护卫舰
瞪羚号是普鲁士海军建造的阿科纳级护卫舰的二号舰，得名于瞪羚。作为19世纪50年代普鲁士大规模造舰计划的一部分，该舰于1855年开始在但泽王国船厂铺设龙骨，1859年12月下水，至1862年5月交付使用。为了能在海外长期部署，瞪羚号的设计结合了蒸汽和风帆动力以扩大航程，并装备有六门68磅和二十门36磅滑膛炮。它最初被定型为盖甲板护卫舰，自1884年起又重归类为巡洋巡防舰。
瞪羚号在服役生涯中进行过多次海外巡航，曾分别派驻东亚、西印度群岛、地中海和南太平洋等地。其中在东亚期间，该舰促成签订了《德日友好条约》；而在新几内亚，它率先发现新波美拉尼亚东部是一个半岛，遂将其命名为“瞪羚半岛”。从1874年至1876年，瞪羚号在时任舰长格奥尔格·冯·施莱尼茨的指挥下进行了总里程达48,797海里（90,372）的全面科考航行，主要是为了研究南大西洋的土壤剖面以及赤道和新几内亚附近的主要洋流。此外，瞪羚还曾搭载德国天文探险队于1874年底前往凯尔盖朗群岛观测金星凌日。1876年归国后，该舰改为用作司炉兵和轮机兵的教学舰。它于1884年从海军名录中除籍，然后在威廉港充当宿营舰壳，直至1906年拆解报废。

## 设计
19世纪50年代，随着普鲁士的对外贸易在全球范围内扩张，亟需采购以螺旋桨推进方式的机帆动力并用、木制结构军舰来维护其在海外市场上的利益活动。为此，普鲁士海军决定以从英国置换而来的风帆巡防舰忒提斯号为蓝本设计阿科纳级护卫舰，使之不仅配备蒸汽动力的技术创新，而且还配备具有相应大巡航半径的传统航行设施，能够胜任所谓的“驻地舰”职责以保护普鲁士暨德意志的利益，并作为进一步的力量投射——通常是在炮舰外交的基础上于海外设立的基地活动。
瞪羚号的水线长和全长分别为63.55米和71.95米，有13米的舷宽以及5.55米的前吃水和6.35米的后吃水；其设计排水量为1,928吨，满载时则可达2,391吨。标准船员编制为35名军官和345名水兵。该舰由英国授权斯德丁伏尔铿股份公司生产的一台卧式两缸单胀往复式蒸汽机提供动力，用以驱动一副直径为4.8米的双叶螺旋桨。蒸汽则由四座燃煤箱型火管锅炉供应，这使得它在1,320匹指示馬力（980千瓦特）额定功率下的最高航速可达12節（22每小時），并且能够以11節（20每小時）的速度连续航行1,150海里（2,130）。为了在煤炭可能稀缺的海外长期部署时作为蒸汽机的辅助动力，瞪羚号还配备有一套总帆面积为2,200平方米的全帆装索具。
瞪羚号装备有六门68磅和二十门36磅滑膛炮，均为前装式。自1870年起，这些火炮又被替换为十七门150毫米22倍径后装式箍炮。到1874年，则有近半数的火炮遭移除，仅保留艏楼上的一门和炮台内的八门150毫米炮。

## 服役历史

### 海外部署
瞪羚号于1855年12月3日开始在但泽的王国船厂铺设龙骨，1859年12月19日下水，至1861年6月24日竣工。然而由于发动机故障，它直至1862年5月15日才投入舰队服役。随后，该舰在海军少校阿图尔·冯·博特韦尔的指挥下被部署至东亚，以轮替此前常驻当地的姊妹舰阿科纳号，而后来的海军上将圭多·卡歇尔此时也作为海军学员跟舰服役。在此期间，明确了德日建交的《普鲁士－日本友好条约》便是1862年初在瞪羚号舰上获得通过。864年2月23日，该舰因普丹战争的爆发而被召回欧洲，但战事在它抵达之前就已结束。尽管如此，瞪羚号还是于1864年4月6日在上海接到展开巡洋战的命令，并在中国海域俘虏了四艘丹麦商船。1866年秋天，该舰被派往地中海东部，在莱斯沃斯岛发生地震时提供人道援助。1872年，该舰与姊妹舰菲内塔号共同派驻西印度群岛，以保护德国在当地尤其是海地的经济利益。它们占领了太子港的两艘炮舰，并强迫该国政府向德国债权人付款。
1872年，瞪羚号被编入国家分舰队，供旗舰腓特烈·卡尔号铁甲舰调遣，后者计划于1872年至1874年期间进行环球航行，以提高1871年成立的德意志帝国的声望。航行计划经由西印度群岛和南美洲前往东亚。然而，由于西班牙第一共和国成立后爆发了州省革命，这些计划于1873年3月10日在哈瓦那被迫放弃。瞪羚号遂与除了新任命的西印度驻地舰信天翁号外的其他舰艇一同返回欧洲，并于1873年5月3日回到基尔。该舰随即在但泽帝国船厂接受全面检修，继而被任命为在西班牙沿岸活动的德国分舰队旗舰。

### 科考航行

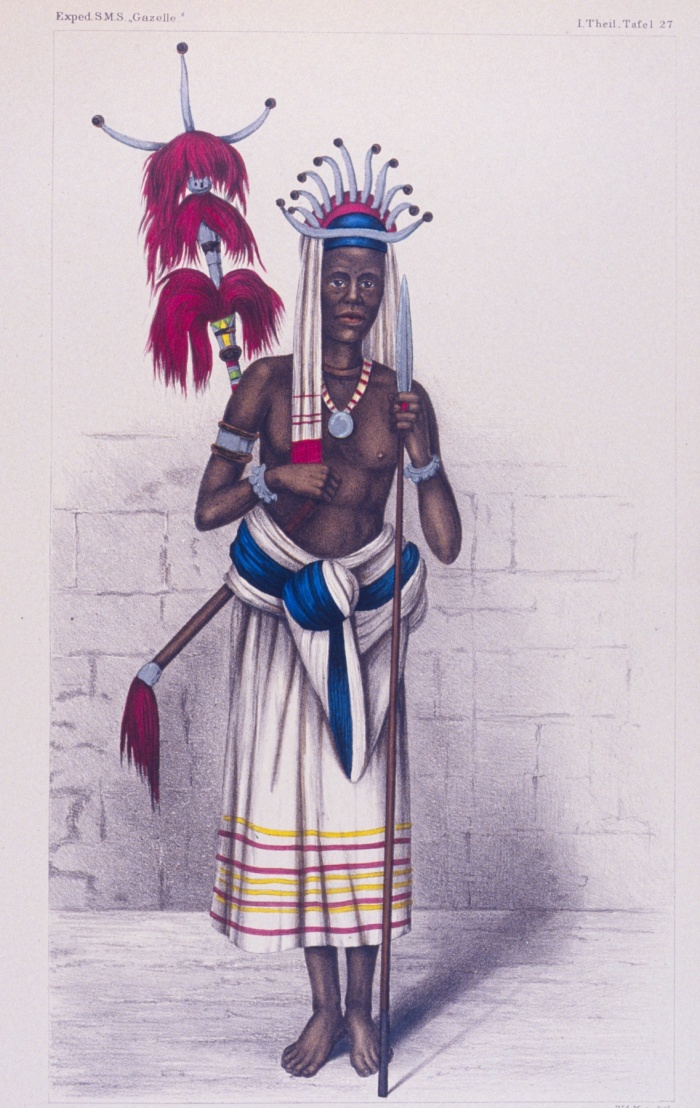
标有“瞪羚号远征”字样的帝汶战士画像

从1874年6月21日到1876年4月28日，瞪羚号在时任舰长、海军上校格奥尔格·冯·施莱尼茨的指挥下展开了为期近两年、总里程达48,797海里（90,372）的远征航行。它从基尔出发，沿着非洲西海岸绕过好望角去往凯尔盖朗、毛里求斯、南太平洋和澳大利亚，然后再穿过麦哲伦海峡，经亚速尔群岛返回基尔。为了这次远征，其舰载武器数量被减半，在炮列甲板上腾出了可供科学工作的起居室和工作室。此行的主要目的是研究南大西洋的土壤剖面以及赤道和新几内亚附近的主要洋流。在航行期间，动物学家特奥菲尔·施图德，跟舰医生弗里德里希·卡尔·瑙曼及助理医生卡尔·许斯克进行了广泛的动物学、植物学和人类学研究。此外，瞪羚号还接载了由卡尔·伯根领导的天文探险队，于1874年12月9日抵达凯尔盖朗群岛观察金星凌日，然后再前往毛里求斯。探险队成员还包括有布拉格天文台台长拉蒂斯劳斯·魏内克、天文学家阿图尔·韦特施泰因（Arthur Wittstein）、后来的海军少将弗朗茨·施特劳赫以及后来的海军上将费利克斯·冯·本德曼等人。
1875年8月，当瞪羚号在南太平洋的俾斯麦群岛停留期间，对新波美拉尼亚岛东北部的天然良港布兰奇湾进行了考察。这一次，船员们认识到新波美拉尼亚的东部是一个半岛，因此便以该舰将其命名为“瞪羚半岛”，并沿用至今。此外，位于新爱尔兰岛与贾乌尔岛之间的水道则被称为“瞪羚海峡”（Gazelle-Kanal），而布干维尔岛西岸的一个天然良港也被称为“瞪羚港”（Gazellehafen）。整个俾斯麦群岛从1885年到1899年被纳为德国的保护领，自1899年到1919年则是殖民地德属新几内亚的一部分。而时任瞪羚号舰长的施莱尼茨其后也于1886年出任保护领的第一任总督。
航程中共有16名船员因病或意外身亡，因这次行动的死亡率相对较高。气候变化频繁、工作量大和食物不足而感染伤寒是导致船员们患病率高的主要原因，瞪羚号为此还不得不在澳大利亚进行计划外的隔离休整。1876年返回德国后，瞪羚号被改为用作司炉兵和轮机兵的教学舰以及渔业保护舰。它于1877年曾再度被外派至地中海，任务是支持遭受叙利亚当局报复的符腾堡德国移民。在经停克里特岛的苏达湾时，当地爆发了骚乱，因此该舰遂继续前往雅法，并于1877年复活节到达这座城市。瞪羚号于1884年1月8日从海军名录中除籍，然后在威廉港充当宿营舰壳，直至1906年以36,000金马克的价格出售报废。